# Aleucanitis obscurata
Aleucanitis obscurata là một loài bướm đêm trong họ Noctuidae.